# Lijst van rijksmonumenten in Baflo
De plaats Baflo telt 8 inschrijvingen in het rijksmonumentenregister. Hieronder een overzicht. 
| Object                                                           | Oorspronkelijke functie? | Bouwjaar | Architect          | Locatie               | Coördinaten?                  | Nr.?   | Afbeelding                                                      |
| ---------------------------------------------------------------- | ------------------------ | --- | ------------------ | --------------------- | ----------------------------- | ------ | --------------------------------------------------------------- |
| Dorpshuis zonder verdieping onder schilddak met hoekschoorstenen | Woonhuis                 | |                    | Heerestraat 3         | 53° 21' 50" NB, 6° 30' 58" OL | 8577   | Meer afbeeldingen                                               |
| Hervormde kerk en toren (Sint-Laurentiuskerk)                    | Kerk en kerkonderdeel    | waarsch. 12e eeuw (schip) waarsch. 13e eeuw (koor, toren) ca. 1500 (verh. toren) 1656, begin 18e eeuw en 1808 (verb.) |                    | Kostersgang 6-8       | 53° 21' 46" NB, 6° 30' 49" OL | 8578   | Meer afbeeldingen                                               |
| Rentenierswoning in ambachtelijk-traditionele stijl              | Woonhuis                 | ca. 1880 1923 (verb.)                                                                                                 |                    | R. Agricolastraat 2   | 53° 21' 48" NB, 6° 30' 45" OL | 510826 | Rentenierswoning in ambachtelijk-traditionele stijl             |
| Voetgangersbrug over het Kanaal Baflo-Mensingeweer (hoogholtje)  | Brug                     | ca. 1910 |                    | bij Kruisstraat 21    | 53° 21' 53" NB, 6° 30' 48" OL | 510827 | Voetgangersbrug over het Kanaal Baflo-Mensingeweer (hoogholtje) |
| Dokterswoning in eclectische stijl met aangebouwd koetshuis      | Werk-woonhuis            | 1880 1950 (verb.) 1962-'63 (verb.)                                                                                    |                    | W. de Zwijgerstraat 1 | 53° 21' 44" NB, 6° 30' 58" OL | 510828 | Dokterswoning in eclectische stijl met aangebouwd koetshuis     |
| Nieuw Blokken                                                    | Woonhuis                 | 1929-'30 1964 (verb.) 1975 (verb.)                                                                                    | W. Reitsema        | W. de Zwijgerstraat 2 | 53° 21' 43" NB, 6° 30' 60" OL | 510829 | Meer afbeeldingen                                               |
| De Blokken                                                       | Boerderij                | ca. 1874 (hoofdschuur) 1915 (woonhuis, stookhok) 1936 (uitbr. hoofdschuur)                                            | T. Reitsema (1915) | Maarhuizerweg 1       | 53° 21' 28" NB, 6° 30' 10" OL | 510831 | Blokken De Blokken                                              |